# Subroto Cup
Subroto Cup International Football Tournament je mezinárodní fotbalový turnaj škol, který se koná v Novém Dillí v Indii. Turnaj se koná každoročně od roku 1960 a je pojmenován po indickém leteckém maršálovi Subroto Mukerjeeovi. Je to nejstarší školní fotbalový turnaj v Indii a byl založen s cílem propagovat a povzbudit tento sport v zemi. Tohoto turnaje se účastní studenti z různých zemí celé Asie, což z něj činí jednu z nejpozoruhodnějších fotbalových soutěží na školní úrovni. Nejvíce titulů má Madhyamgram High School (7).